# Reichenbach (Kriebstein)
Reichenbach ist ein Ortsteil der Gemeinde Kriebstein im Landkreis Mittelsachsen (Freistaat Sachsen). Er wurde am 1. Januar 1996 nach Kriebstein eingemeindet.

## Geographie

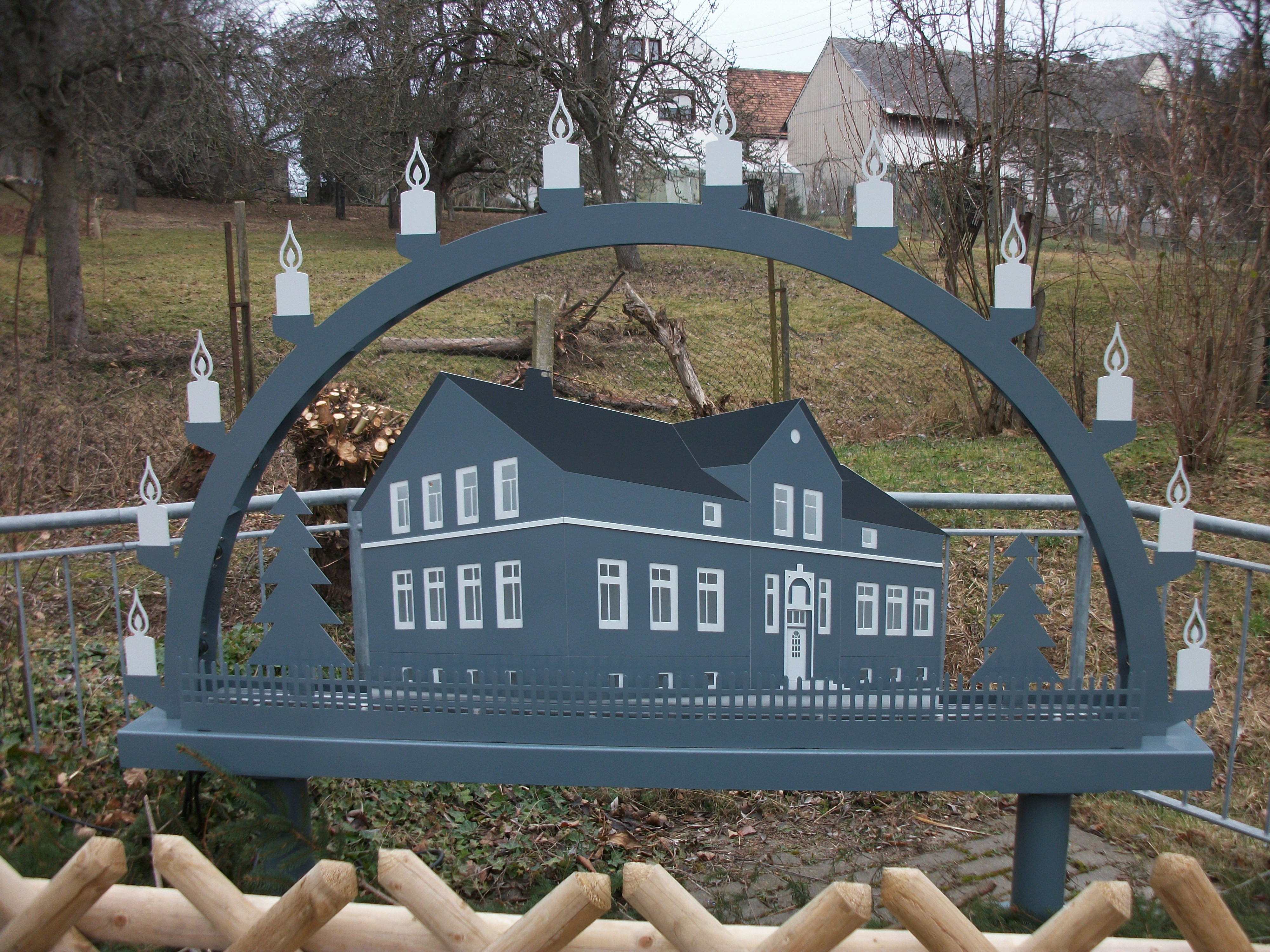
Außenschwibbogen in Reichenbach (Kriebstein)

### Geographische Lage
Reichenbach ist der östlichste Ortsteil der Gemeinde Kriebstein. Der durch den Ort fließende Eulitzbach ist ein Zufluss der Zschopau.

### Nachbarorte
| Massanei        | Otzdorf                                     | Littdorf |
| Grünlichtenberg | Kompassrose, die auf Nachbargemeinden zeigt | Naundorf |
|                 | Greifendorf                                 |          |

## Geschichte

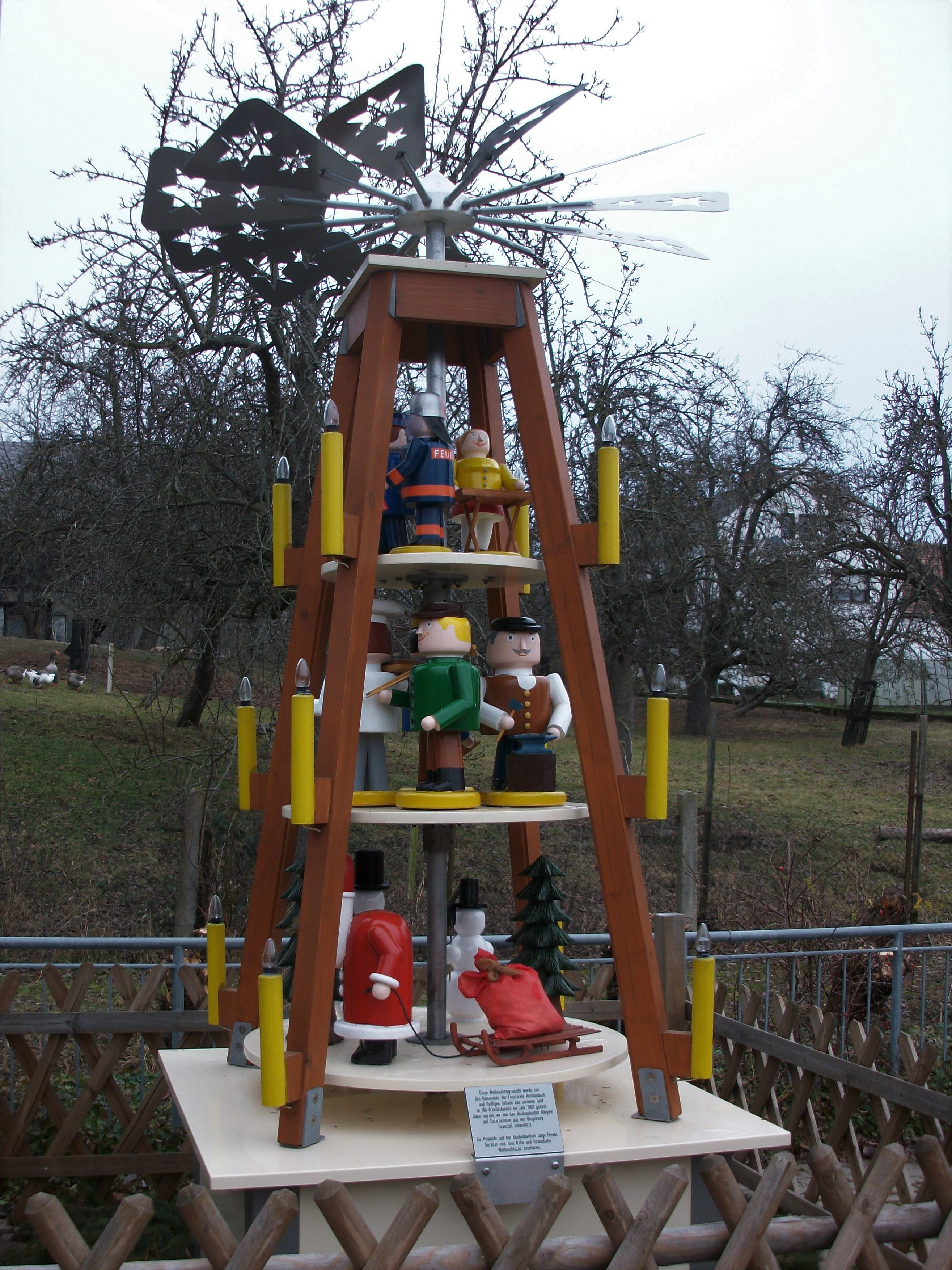
Ortspyramide Reichenbach (Kriebstein)

Das Reihendorf Reichenbach wurde erstmals im Jahr 1404 als „Richenbach“ erwähnt. Es entstand auf der Wüstung Fulitz. Die Grundherrschaft über den Ort lag um 1551 beim Rittergut Kriebstein, seit der Erbteilung der Brüder von Carlowitz im Jahr 1562 lag sie beim Rittergut Ehrenberg.
1588 erwarb der sächsische Kurfürst Christian I. die Carlowitzschen Besitzungen der ehemaligen Herrschaft Kriebstein, zu denen auch Reichenbach gehörte, und integrierte sie ins Amt Rochlitz. Somit gehörte Reichenbach bis 1856 zum kursächsischen bzw. königlich-sächsischen Amt Rochlitz. Bei den im 19. Jahrhundert im Königreich Sachsen durchgeführten Verwaltungsreformen wurden die Ämter aufgelöst. Dadurch kam Reichenbach im Jahr 1856 unter die Verwaltung des Gerichtsamts Waldheim und 1875 an die neu gegründete Amtshauptmannschaft Döbeln. Kirchlich ist der Ort nach Grünlichtenberg gepfarrt.
Durch die zweite Kreisreform in der DDR kam die Gemeinde Reichenbach im Jahr 1952 zum Kreis Hainichen im Bezirk Chemnitz (1953 in Bezirk Karl-Marx-Stadt umbenannt), der ab 1990 als sächsischer Landkreis Hainichen fortgeführt wurde und 1994 im Landkreis Mittweida bzw. 2008 im Landkreis Mittelsachsen aufging. Am 1. Januar 1996 wurde Reichenbach nach Kriebstein eingemeindet.